# Дејвид Лојд Џорџ
Дејвид Лојд Џорџ (енгл. David Lloyd George; Манчестер, 17. јануар 1863 — Ланистимдуи, 26. март 1945) је био британски државник и министар у влади либерала 1905—1915. и у коалиционој влади 1915—1916, премијер 1916—1922. Један је од утемељивача енглеског радничког законодавства којим је уведено осмочасовно радно време за рударе, право на штрајк, државне пензије, здравствено и социјално осигурање. Био је један од главних учесника мировне конференције у Версају и знатно је утицао на прилике у послератној Европи.